# آیزنگارن

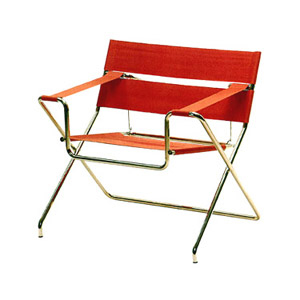
صندلی مارسل بروئر، با پارچۀ «آیزنگارن» گرته رایشارت، ۱۹۲۷ میلادی.

آیزنگارن (به انگلیسی: Eisengarn) که در انگلیسی به معنای «نخ آهن» است، نخی است که نور را منعکس می‌کند، محکم و از جنس پنبۀ-موم‌خورده است. در اواسط سدهٔ نوزدهم میلادی در آلمان اختراع و تولید شد، اما خود را مدیون استفاده از آن در پارچه‌های بافته شده برای صندلی‌های فولاد-لوله‌ای است که توسط مارسل بروئر در زمانی که او معلم مدرسهٔ طراحی باوهاوس بود، طراحی شده بود.
این نخ به نام گلانزگارن (نخ براق یا لعاب‌دار) نیز شناخته می‌شود.

## ساخت
با وجود نام، آهنی در آیزنگارن وجود ندارد. این نام به استحکام و درخشش فلزی آن اشاره دارد. با خیساندن نخ‌های پنبه در محلول نشاسته و موم پارافین ساخته می‌شود. نخ‌ها خشک می‌شوند و سپس توسط غلتک‌ها و برس‌های فولادی کشیده و صیقلی می‌شوند. نتیجه نهایی این فرایند یک نخ براق و مقاوم در برابر پارگی است که بسیار سخت است.

## تاریخچه

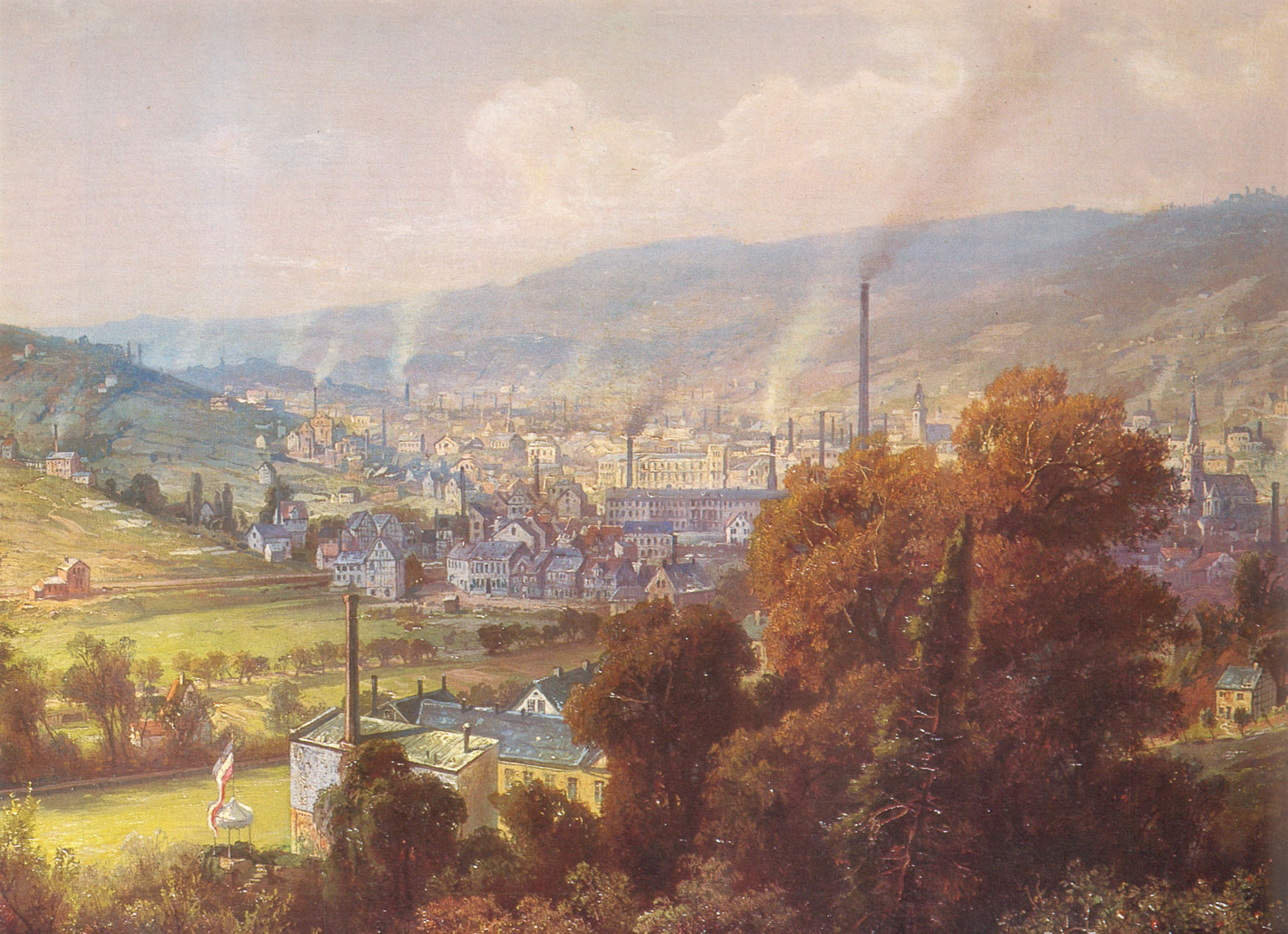
بارمن (۱۸۷۰ میلادی)

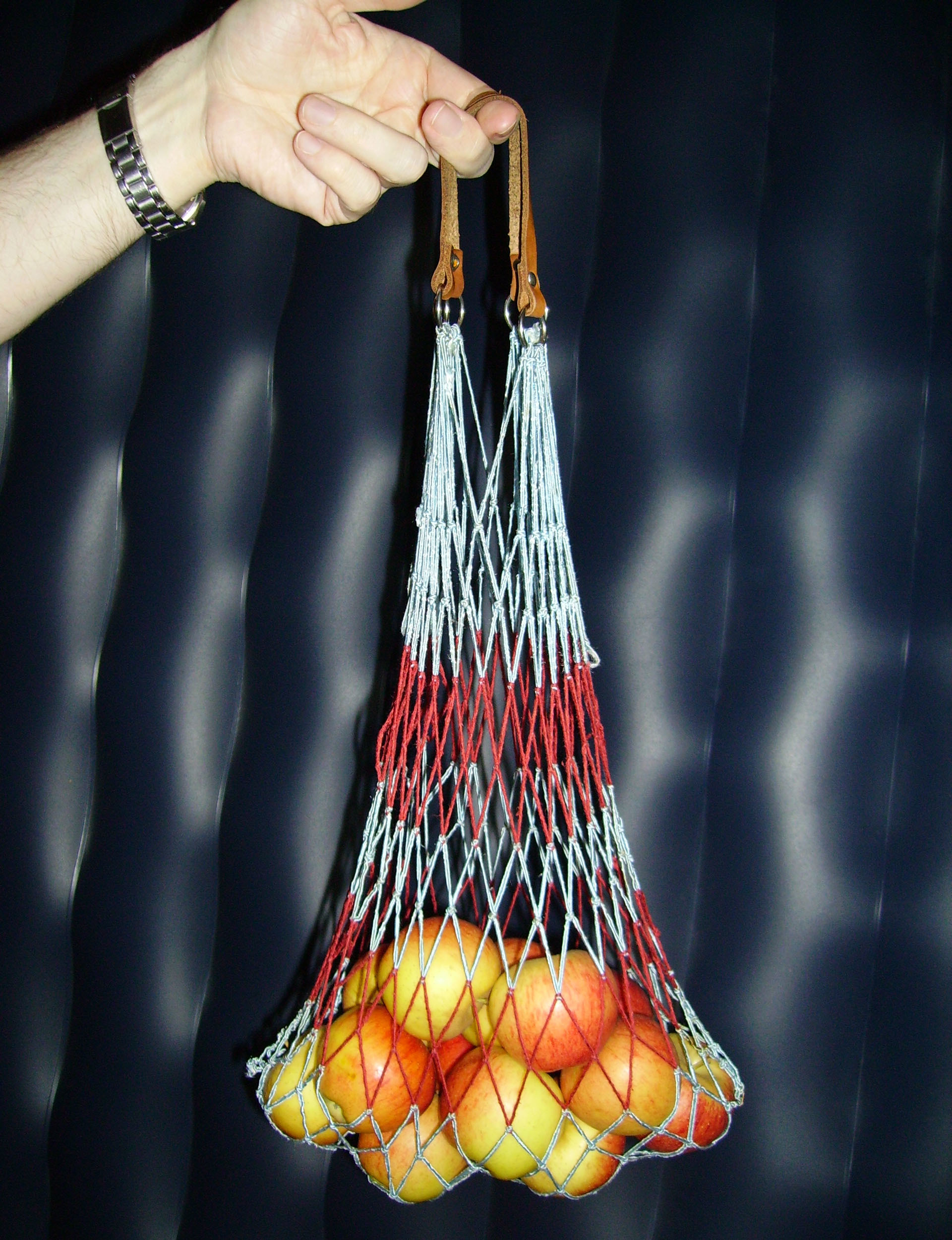
کیف رشته‌ای آیزنگارن

فرایند تولید آیزنگارن در اواسط سدهٔ نوزدهم میلادی در کارخانه‌ای در بارمن، که اکنون بخشی از شهر ووپرتال، در شرق رودخانهٔ راین است، اختراع شد.
ساخت نخ رونق قابل توجهی به صنعت نساجی بارمن و مناطق اطراف داد. تا سال ۱۸۷۵ میلادی، شرکت ووپرتال بارتلز و فلدهوف بیش از ۳۰۰ نفر را در تولید آیزنگارن استخدام کرد.
در سال ۱۹۲۷ میلادی بافنده و طراح پارچه، مارگارتا رایشارت (۱۹۸۴–۱۹۰۷ میلادی)، که در آن زمان دانشجوی مدرسۀ طراحی باوهاوس بود، آزمایش کرد و کیفیت نخ را بهبود بخشید و پارچه و مواد تسمه‌ای ساخته شده از آیزنگارن را برای استفاده در صندلی‌های فولاد-لوله‌ای مارسل بروئر توسعه داد. مانند صندلی واسیلی. طبق گفتۀ باوهاوس کواوپراسیون، این ماده «شهرت خود» را مدیون این استفاده است.
صندلی‌های فولاد-لوله‌ای سبک‌وزن نیز در صندلی‌های هواپیما در دههٔ ۱۹۳۰ میلادی استفاده می‌شد و نسخۀ بهبود یافتهٔ آیزنگارن توسط رایشارت به عنوان پوششی برای صندلی‌ها استفاده می‌شد.
استفاده معمولی‌تر از آیزنگارن قوی‌تر، برای ساخت کیسه‌های خرید رشته‌ای رنگارنگ بود و هنوز هم هست، که در آلمان شرقی سابق رایج بود و اکنون یکی از کالاهای نوستالژیک است. زمانی که از کیسه استفاده نمی‌شود، طبیعت آیزنگارن آن را قادر می‌سازد تا فشرده شود تا فضای بسیار کمی را اشغال کند.